# Mastara
Mastara – wieś w Armenii, w prowincji Aragacotn. W 2011 roku liczyła 2433 mieszkańców.
Jednym z zabytków wsi jest kościół św. Jana Chrzciciela, datowany na V-VII wiek.